# Asamblea Estatal de California

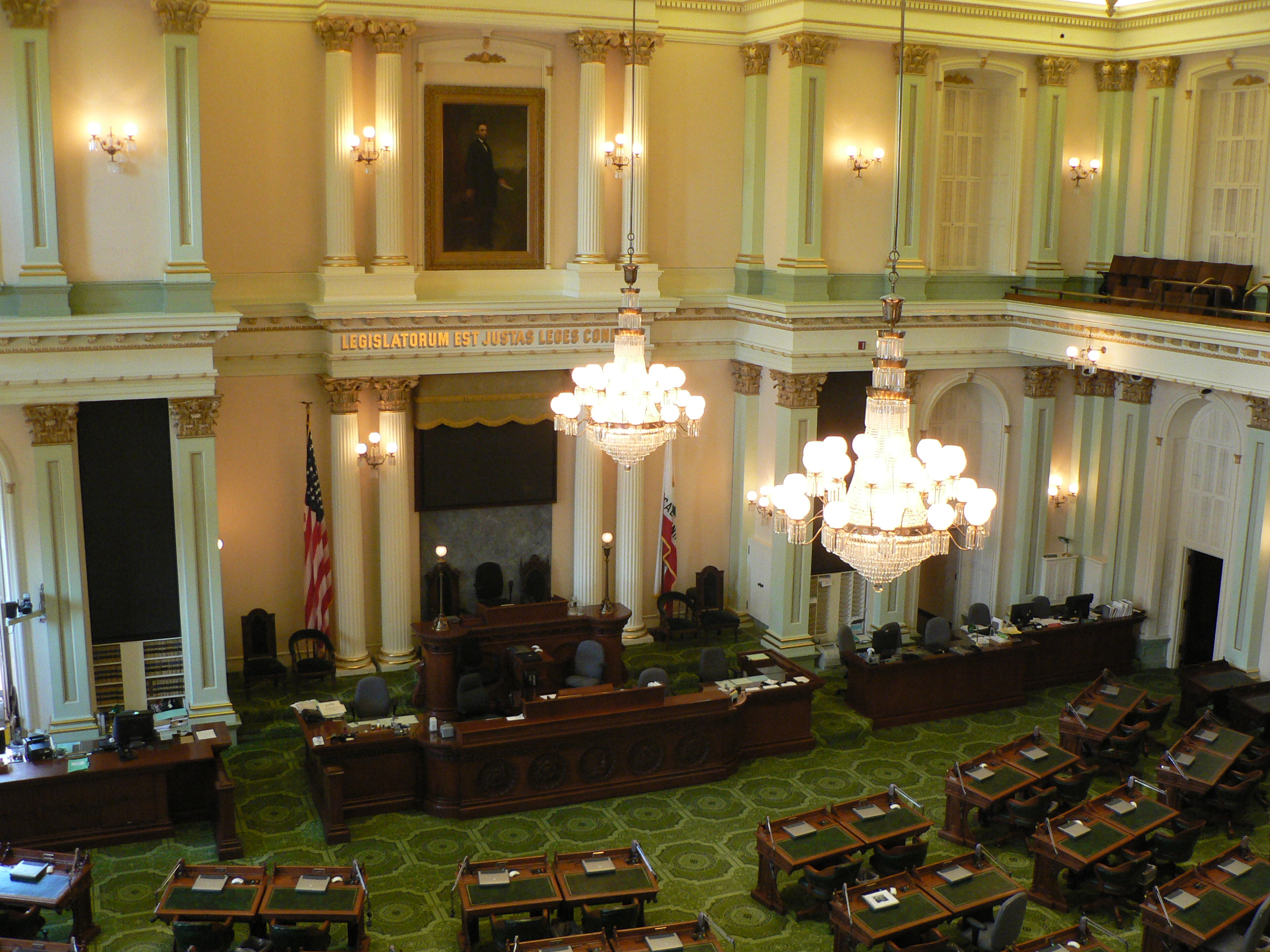
El salón de sesiones de la Asamblea Estatal de California.

La Asamblea Estatal de California es la cámara baja de la Legislatura Estatal de California. Se compone de 80 miembros, que representan una cantidad relativamente igual de las personas dado que cada distrito tiene una población de aproximadamente 420,000 ciudadanos. Debido a la alta población del estado y la relativamente pequeña asamblea del estado, este órgano legislativo posee la mayor densidad poblacional por distrito representativo de cualquier cámara baja en los Estados Unidos; solamente la Cámara de Representantes de los Estados Unidos tiene una densidad poblacional por distrito representativo mayor que esta. Desde un referéndum en 1990, un ciudadano solo puede ser miembro de la Asamblea por tres mandatos de dos años cada uno. 
La Asamblea se reúne en el Capitolio de California en Sacramento.

## Líderes de la Asamblea
El presidente de la Asamblea dirige este órgano legislativo, es la principal posición de la dirección, controlando el flujo de las asignaciones de la legislatura y de los comités. El caucus del partido de la mayoría nomina al presidente, seguido por la confirmación de la asamblea en pleno a  razón de una votación por lista. Los caucuses respectivos del partido eligen a otra líderes de la Asamblea, como el líder de la mayoría y el líder de la minoría, según la fuerza de cada partido en la asamblea.
El presidente actual es Anthony Rendon (D-63er). El Líder de la Mayoría es Ian Calderon (D-57mo). El Líder de la Minoría es Marie Waldron (R-75to).

## Los miembros de la Asamblea, 2007-2008 sesión
| Partido             | Miembros |
| Partido Demócrata   | 48       |
| Partido Republicano | 32       |
| Total               | 80       |
| Mayoría             | 16       |

### Oficiales
- Presidente Fabian Núñez (D-46)
- Presidente pro Tempore Sally J. Lieber (D-22)
- Presidente pro Tempore Auxiliar Laura Richardson (D-55)
- Líder de la mayoría Karen Bass (D-47)
- Líder de la minoría Michael Villines (R-29)
- Principal Vendedor E. Dotson Wilson
- Sargento en los Brazos Ronald Pane

Nota: El Principal Vendedor y el Sargento en los Brazos no son miembros de la Asamblea

### Lista Completa de Miembros, 2007-2008
| Distrito | Nombre                | Partido |
| -------- | --------------------- | ------- |
| 1st      | Patty Berg            | Dem     |
| 2nd      | Doug La Malfa         | Rep     |
| 3rd      | Rick Keene            | Rep     |
| 4th      | Ted Gaines            | Rep     |
| 5th      | Roger Niello          | Rep     |
| 6th      | Jared Huffman         | Dem     |
| 7th      | Noreen Evans          | Dem     |
| 8th      | Lois Wolk             | Dem     |
| 9th      | Dave Jones            | Dem     |
| 10th     | Alan Nakanishi        | Rep     |
| 11th     | Mark DeSaulnier       | Dem     |
| 12th     | Fiona Ma              | Dem     |
| 13th     | Mark Leno             | Dem     |
| 14th     | Loni Hancock          | Dem     |
| 15th     | Guy S. Houston        | Rep     |
| 16th     | Sandré Swanson        | Dem     |
| 17th     | Cathleen Galgiani     | Dem     |
| 18th     | Mary Hayashi          | Dem     |
| 19th     | Gene Mullin           | Dem     |
| 20th     | Alberto Torrico       | Dem     |
| 21st     | Ira Ruskin            | Dem     |
| 22nd     | Sally J. Lieber       | Dem     |
| 23rd     | Joe Coto              | Dem     |
| 24th     | Jim Beall Jr.         | Dem     |
| 25th     | Tom Berryhill         | Rep     |
| 26th     | Greg Aghazarian       | Rep     |
| 27th     | John Laird            | Dem     |
| 28th     | Anna M. Caballero     | Dem     |
| 29th     | Michael Villines      | Rep     |
| 30th     | Nicole Parra          | Dem     |
| 31st     | Juan Arambula         | Dem     |
| 32nd     | Jean Fuller           | Rep     |
| 33rd     | Sam Blakeslee         | Rep     |
| 34th     | Bill Maze             | Rep     |
| 35th     | Pedro Nava            | Dem     |
| 36th     | Sharon Runner         | Rep     |
| 37th     | Audra Strickland      | Rep     |
| 38th     | Cameron Smyth         | Rep     |
| 39th     | Richard Alarcon       | Dem     |
| 40th     | Lloyd E. Levine       | Dem     |
| 41st     | Julia Brownley        | Dem     |
| 42nd     | Mike Feuer            | Dem     |
| 43.º     | Paul Krekorian        | Dem     |
| 44th     | Anthony J. Portantino | Dem     |
| 45th     | Kevin de León         | Dem     |
| 46th     | Fabian Nuñez          | Dem     |
| 47th     | Karen Bass            | Dem     |
| 48th     | Mike Davis            | Dem     |
| 49th     | Mike Eng              | Dem     |
| 50th     | Hector De La Torre    | Dem     |
| 51st     | Curren D. Price Jr.   | Dem     |
| 52nd     | Mervyn M. Dymally     | Dem     |
| 53rd     | Ted Lieu              | Dem     |
| 54th     | Betty Karnette        | Dem     |
| 55th     | Laura Richardson      | Dem     |
| 56th     | Tony Mendoza          | Dem     |
| 57th     | Edward P. Hernández   | Dem     |
| 58th     | Charles M. Calderon   | Dem     |
| 59th     | Anthony Adams         | Rep     |
| 60th     | Bob Huff              | Rep     |
| 61st     | Nell Soto             | Dem     |
| 62nd     | Wilmer Amina Carter   | Dem     |
| 63rd     | Bill Emmerson         | Rep     |
| 64th     | John J. Benoit        | Rep     |
| 65th     | Paul Cook             | Rep     |
| 66th     | Kevin Jeffries        | Rep     |
| 67th     | Jim Silva             | Rep     |
| 68th     | Van Tran              | Rep     |
| 69th     | Jose Solorio          | Dem     |
| 70th     | Chuck DeVore          | Rep     |
| 71st     | Todd Spitzer          | Rep     |
| 72nd     | Michael D. Duvall     | Rep     |
| 73rd     | Mimi Walters          | Rep     |
| 74th     | Martin Garrick        | Rep     |
| 75th     | George A. Plescia     | Rep     |
| 76th     | Lori Saldaña          | Dem     |
| 77th     | Joel Anderson         | Rep     |
| 78th     | Shirley Horton        | Rep     |
| 79th     | Mary Salas            | Dem     |
| 80th     | Bonnie García         | Rep     |

## Los miembros de la Asamblea, 2005-2006 sesión
| Affiliation         | Members |
| Partido Demócrata   | 48      |
| Partido Republicano | 31      |
| Vacante             | 1       |
| Total               | 80      |
| Mayoría             | 17      |

### Oficiales
- Presidente Fabian Núñez (D-46)
- Presidente pro Tempore Leland Yee, Ph.D. (D-12)
- Presidente pro Tempore Auxiliar Sally J. Lieber (D-22)
- Líder de la Mayoría Dario Frommer (D-43)
- Líder de la Minoría Michael Villines (R-29) desde el 10 de noviembre de 2006
  - George A. Plescia (R-75) desde el 17 de abril de 2006 hasta el 10 de noviembre de 2006
  - Kevin McCarthy (R-32) hasta el 17 de abril de 2006
- Principal Vendedor E. Dotson Wilson
- Sargento en los Brazos Ronald Pane

Nota: El Principal Vendedor y el Sargento en los Brazos no son miembros de la Asamblea

### Lista Completa de Miembros, 2005-2006
| Distrito | Nombre                 | Partido |
| -------- | ---------------------- | ------- |
| 1st      | Patty Berg             | Dem     |
| 2nd      | Doug La Malfa          | Rep     |
| 3rd      | Rick Keene             | Rep     |
| 4th      | Tim Leslie             | Rep     |
| 5th      | Roger Niello           | Rep     |
| 6th      | Joe Nation             | Dem     |
| 7th      | Noreen Evans           | Dem     |
| 8th      | Lois Wolk              | Dem     |
| 9th      | Dave Jones             | Dem     |
| 10th     | Alan Nakanishi         | Rep     |
| 11th     | Joseph Canciamilla     | Dem     |
| 12th     | Leland Yee             | Dem     |
| 13th     | Mark Leno              | Dem     |
| 14th     | Loni Hancock           | Dem     |
| 15th     | Guy S. Houston         | Rep     |
| 16th     | Wilma Chan             | Dem     |
| 17th     | Barbara S. Matthews    | Dem     |
| 18th     | Johan Klehs            | Dem     |
| 19th     | Gene Mullin            | Dem     |
| 20th     | Alberto Torrico        | Dem     |
| 21st     | Ira Ruskin             | Dem     |
| 22nd     | Sally J. Lieber        | Dem     |
| 23rd     | Joe Coto               | Dem     |
| 24th     | Rebecca Cohn           | Dem     |
| 25th     | Dave Cogdill           | Rep     |
| 26th     | Greg Aghazarian        | Rep     |
| 27th     | John Laird             | Dem     |
| 28th     | Simon Salinas          | Dem     |
| 29th     | Michael Villines       | Rep     |
| 30th     | Nicole Parra           | Dem     |
| 31st     | Juan Arambula          | Dem     |
| 32nd     | Kevin McCarthy         | Rep     |
| 33rd     | Sam Blakeslee          | Rep     |
| 34th     | Bill Maze              | Rep     |
| 35th     | Pedro Nava             | Dem     |
| 36th     | Sharon Runner          | Rep     |
| 37th     | Audra Strickland       | Rep     |
| 38th     | Keith Richman          | Rep     |
| 39th     | Cindy Montañez         | Dem     |
| 40th     | Lloyd E. Levine        | Dem     |
| 41st     | Fran Pavley            | Dem     |
| 42nd     | Paul Koretz            | Dem     |
| 43.º     | Dario Frommer          | Dem     |
| 44th     | Carol Liu              | Dem     |
| 45th     | Jackie Goldberg        | Dem     |
| 46th     | Fabian Nuñez           | Dem     |
| 47th     | Karen Bass             | Dem     |
| 48th     | Mark Ridley-Thomas     | Dem     |
| 49th     | Judy Chu               | Dem     |
| 50th     | Hector De La Torre     | Dem     |
| 51st     | Jerome Horton          | Dem     |
| 52nd     | Mervyn M. Dymally      | Dem     |
| 53rd     | Mike Gordon* Ted Lieu* | Dem     |
| 54th     | Betty Karnette         | Dem     |
| 55th     | Jenny Oropeza          | Dem     |
| 56th     | Rudy Bermúdez          | Dem     |
| 57th     | Ed Chavez              | Dem     |
| 58th     | Ronald S. Calderon     | Dem     |
| 59th     | Dennis Mountjoy        | Rep     |
| 60th     | Bob Huff               | Rep     |
| 61st     | Gloria Negrete McLeod  | Dem     |
| 62nd     | Joe Baca, Jr.          | Dem     |
| 63rd     | Bill Emmerson          | Rep     |
| 64th     | John J. Benoit         | Rep     |
| 65th     | Russ Bogh              | Rep     |
| 66th     | Ray Haynes             | Rep     |
| 67th     | Vacante*               | Rep     |
| 68th     | Van Tran               | Rep     |
| 69th     | Tom Umberg             | Dem     |
| 70th     | Chuck DeVore           | Rep     |
| 71st     | Todd Spitzer           | Rep     |
| 72nd     | Lynn Daucher           | Rep     |
| 73rd     | Mimi Walters           | Rep     |
| 74th     | Mark Wyland            | Rep     |
| 75th     | George A. Plescia      | Rep     |
| 76th     | Lori Saldaña           | Dem     |
| 77th     | Jay La Suer            | Rep     |
| 78th     | Shirley Horton         | Rep     |
| 79th     | Juan Vargas            | Dem     |
| 80th     | Bonnie García          | Rep     |

*Ted Lieu ganó una elección especial en el 13 de septiembre de 2005 para asiento por el Distrito de la Asamblea número 53 para substituir a Mike Gordon, quien murió el 25 de junio de 2005, debido a tumor de cerebro.

*Asambleísta Tom Harman ganó una elección especial en el 6 de junio de 2006 para asiento por el Distrito número 35 en el Senado Estatal de California y dimitió de la Asamblea en el 12 de junio de 2006.

## Los miembros de la Asamblea, 2003-2004 sesión
|   | * | * | * | * | * | * | * |  | * | * | * | * | * | * | * | * | * |   | * |
|   | * | * | * | * | * | * | * |  | * | * | * | * | * | * | * | * | * |   | * |
| * | * | * | * | * | * | * | * |  | * | * | * | * | * | * | * |   | * | * | * |
|   | * | * | * | * | * | * | * |  | * | * | * | * | * | * | * | * | * |   | * |

| * | Demócratas: 48   |
| * | Republicanos: 32 |

### Oficiales
- Presidente Fabian Núñez (D-46) desde el 9 de febrero de 2004
  - Herb J. Wesson, Jr. (D-47) hasta el 9 de febrero de 2004
- Presidente pro Tempore Christine Kehoe (D-76)
- Presidente pro Tempore Auxiliar Leland Yee (D-12)
- Líder de la Mayoría Wilma Chan (D-16)
- Líder de la Mayoría Auxiliar Marco Antonio Firebaugh (D-50)
- Líder de la Minoría Kevin McCarthy (R-32) desde el 5 de enero de 2004
  - Dave Cox (R-5) hasta el 5 de enero de 2004
- Principal Vendedor E. Dotson Wilson
- Sargento en los Brazos Ronald Pane

### Lista Completa de Miembros, 2003-2004
- Greg Aghazarian (R-26)
- Patricia C. Bates (R-73)
- John J. Benoit (R-64)
- Patty Berg (D-1)
- Rudy Bermúdez (D-56)
- Russ Bogh (R-65)
- Ronald S. Calderon (D-58)
- John Campbell (R-70)
- Joseph Canciamilla (D-11)
- Wilma Chan (D-16)
- Ed Chavez (D-57)
- Judy Chu (D-49)
- Dave Cogdill (R-25)
- Rebecca Cohn (D-24)
- Ellen M. Corbett (D-18)
- Lou Correa (D-69)
- Dave Cox (R-5)
- Lynn Daucher (R-72)
- Manny Diaz (D-23)
- John A. Dutra (D-20)
- Robert D. Dutton (R-63)
- Mervyn M. Dymally (D-52)
- Marco Antonio Firebaugh (D-50)
- Dario Frommer (D-43)
- Bonnie García (R-80)
- Jackie Goldberg (D-45)
- Loni Hancock (D-14)
- Tom Harman (R-67)
- Ray Haynes (R-66)
- Jerome Horton (D-51)
- Shirley Horton (R-78)
- Guy S. Houston (R-15)
- Hannah-Beth Jackson (D-35)
- Rick Keene (R-3)
- Christine Kehoe (D-76)
- Paul Koretz (D-42)
- Jay La Suer (R-77)
- John Laird (D-27)
- Doug LaMalfa (R-2)
- Mark Leno (D-13)
- Tim Leslie (R-4)
- Lloyd E. Levine (D-40)
- Sally J. Lieber (D-22)
- Carol Liu (D-44)
- John Longville (D-62)
- Alan Lowenthal (D-54)
- Ken Maddox (R-68)
- Abel Maldonado (R-33)
- Barbara S. Matthews (D-17)
- Bill Maze (R-34)
- Kevin McCarthy (R-32)
- Cindy Montañez (D-39)
- Dennis Mountjoy (R-59)
- Gene Mullin (D-19)
- Alan Nakanishi (R-10)
- George Nakano (D-53)
- Joe Nation (D-6)
- Gloria Negrete McLeod (D-61)
- Fabian Núñez (D-46)
- Jenny Oropeza (D-55)
- Robert Pacheco (R-60)
- Nicole Parra (D-30)
- Fran Pavley (D-41)
- George A. Plescia (R-75)
- Sarah Reyes (D-31)
- Keith Richman (R-38)
- Mark Ridley-Thomas (D-48)
- Sharon Runner (R-36)
- Simon Salinas (D-28)
- Steven N. Samuelian (R-29)
- S. Joseph Simitian (D-21)
- Todd Spitzer (R-71)
- Darrell Steinberg (D-9)
- Tony Strickland (R-37)
- Juan Vargas (D-79)
- Herb J. Wesson, Jr. (D-47)
- Pat Wiggins (D-7)
- Lois Wolk (D-8)
- Mark Wyland (R-74)
- Leland Yee (D-12)

## Los miembros de la Asamblea, 2001-2002 sesión
Demócratas: 50

Republicanos: 30

### Oficiales
- Presidente Herb Wesson (D-47) desde el 6 de febrero de 2002
  - Robert Hertzberg (D-40) hasta el 6 de febrero de 2002
- Presidente pro Tempore Fred Keeley (D-27)
- Presidente pro Tempore Auxiliar Christine Kehoe (D-76)
- Líder de la Mayoría Kevin Shelley (D-12)
- Líder de la Minoría Dave Cox (R-5) desde el 26 de marzo de 2001
  - Bill Campbell (R-71) hasta el 26 de marzo de 2001
- Principal Vendedor E. Dotson Wilson
- Sargento en los Brazos Ronald Pane

Nota: El Principal Vendedor y el Sargento en los Brazos no son miembros de la Asamblea

### Lista Completa de Miembros, 2001-2002
| Distrito | Nombre                  | Partido |
| -------- | ----------------------- | ------- |
| 1        | Virginia Strom-Martin   | Dem     |
| 2        | Richard L. Dickerson    | Rep     |
| 3        | Samuel M. Aanestad      | Rep     |
| 4        | Tim Leslie              | Rep     |
| 5        | Dave Cox                | Rep     |
| 6        | Joseph Nation           | Dem     |
| 7        | Pat Wiggins             | Dem     |
| 8        | Helen Thomson           | Dem     |
| 9        | Darrell Steinberg       | Dem     |
| 10       | Anthony Pescetti        | Rep     |
| 11       | Joseph Canciamilla      | Dem     |
| 12       | Kevin Shelley           | Dem     |
| 13       | Carole Migden           | Dem     |
| 14       | Dion Aroner             | Dem     |
| 15       | Lynne C. Leach          | Rep     |
| 16       | Wilma Chan              | Dem     |
| 17       | Barbara S. Matthews     | Dem     |
| 18       | Ellen M. Corbett        | Dem     |
| 19       | Louis J. Papan          | Dem     |
| 20       | John A. Dutra           | Dem     |
| 21       | S. Joseph Simitian      | Dem     |
| 22       | Elaine Alquist          | Dem     |
| 23       | Manny Diaz              | Dem     |
| 24       | Rebecca Cohn            | Dem     |
| 25       | Dave Cogdill            | Rep     |
| 26       | Dennis Cardoza          | Dem     |
| 27       | Fred Keeley             | Dem     |
| 28       | Simon Salinas           | Dem     |
| 29       | Mike Briggs             | Rep     |
| 30       | Dean Florez             | Dem     |
| 31       | Sarah L. Reyes          | Dem     |
| 32       | Roy Ashburn             | Rep     |
| 33       | Abel Maldonado          | Rep     |
| 34       | Phil Wyman              | Rep     |
| 35       | Hannah-Beth Jackson     | Dem     |
| 36       | George Runner           | Rep     |
| 37       | Tony Strickland         | Rep     |
| 38       | Keith Richman           | Rep     |
| 39       | Tony Cardenas           | Dem     |
| 40       | Robert M. Hertzberg     | Dem     |
| 41       | Fran Pavley             | Dem     |
| 42       | Paul Koretz             | Dem     |
| 43       | Dario Frommer           | Dem     |
| 44       | Carol Liu               | Dem     |
| 45       | Jackie Goldberg         | Dem     |
| 46       | Gil Cedillo             | Dem     |
| 47       | Herb Wesson             | Dem     |
| 48       | Roderick Wright         | Dem     |
| 49       | Judy Chu                | Dem     |
| 50       | Marco Antonio Firebaugh | Dem     |
| 51       | Jerome Horton           | Dem     |
| 52       | Carl Washington         | Dem     |
| 53       | George Nakano           | Dem     |
| 54       | Alan Lowenthal          | Dem     |
| 55       | Jenny Oropeza           | Dem     |
| 56       | Sally Havice            | Dem     |
| 57       | Edward Chavez           | Dem     |
| 58       | Thomas M. Calderon      | Dem     |
| 59       | Dennis Mountjoy         | Rep     |
| 60       | Robert Pacheco          | Rep     |
| 61       | Gloria Negrete McLeod   | Dem     |
| 62       | John Longville          | Dem     |
| 63       | Bill Leonard            | Rep     |
| 64       | Rod Pacheco             | Rep     |
| 65       | Russ Bogh               | Rep     |
| 66       | Dennis Hollingsworth    | Rep     |
| 67       | Tom Harman              | Rep     |
| 68       | Ken Maddox              | Rep     |
| 69       | Lou Correa              | Dem     |
| 70       | John Campbell           | Rep     |
| 71       | Bill Campbell           | Rep     |
| 72       | Lynn Daucher            | Rep     |
| 73       | Patricia C. Bates       | Rep     |
| 74       | Mark Wyland             | Rep     |
| 75       | Charlene Zettel         | Rep     |
| 76       | Christine Kehoe         | Dem     |
| 77       | Jay La Suer             | Rep     |
| 78       | Howard Wayne            | Dem     |
| 79       | Juan Vargas             | Dem     |
| 80       | Dave Kelley             | Rep     |

## Los miembros de la Asamblea, 1999-2000 sesión
Demócratas: 50

Republicanos: 29

### Oficiales
- Presidente Antonio Villaraigosa (D-45)
- Presidente pro Tempore Fred Keeley (D-27)
- Líder de la Mayoría Kevin Shelley (D-12)
- Líder de la Minoría Scott Baugh (R-67) desde el 6 de abril de 1999
  - Rod Pacheco (R-64) hasta el 6 de abril de 1999
- Principal Vendedor E. Dotson Wilson
- Sargento en los Brazos Ronald Pane

Nota: El Principal Vendedor y el Sargento en los Brazos no son miembros de la Asamblea

## Los miembros de la Asamblea, 1997-1998 sesión
Demócratas: 43

Republicanos: 37

### Oficiales
- Presidente Antonio Villaraigosa (D-45) desde el 26 de febrero de 1998
  - Cruz Bustamante (D-31) hasta el 26 de febrero de 1998
- Presidente pro Tempore Sheila Kuehl (D-41)
- Líder de la Mayoría Kevin Shelley (D-12)
- Líder de la Minoría Rod Pacheco (R-64) desde el 5 de noviembre de 1998
  - Bill Leonard (R-63) hasta el 5 de noviembre de 1998
- Principal Vendedor E. Dotson Wilson
- Sargento en los Brazos Ronald Pane

Nota: El Principal Vendedor y el Sargento en los Brazos no son miembros de la Asamblea

### Lista Completa de Miembros, 1997-1998
| Distrito | Nombre                  | Partido |
| -------- | ----------------------- | ------- |
| 1st      | Virginia Strom-Martin   | Dem     |
| 2nd      | Tom Woods               | Rep     |
| 3rd      | Bernie Richter          | Rep     |
| 4th      | Thomas "Rico" Oller     | Rep     |
| 5th      | Barbara Alby            | Rep     |
| 6th      | Kerry Mazzoni           | Dem     |
| 7th      | Valerie Brown           | Dem     |
| 8th      | Helen Thomson           | Dem     |
| 9th      | Deborah Ortiz           | Dem     |
| 10th     | Larry Bowler            | Rep     |
| 11th     | Tom Torlakson           | Dem     |
| 12th     | Kevin Shelley           | Dem     |
| 13th     | Carole Migden           | Dem     |
| 14th     | Dion Aroner             | Dem     |
| 15th     | Lynne C. Leach          | Rep     |
| 16th     | Don Perata              | Dem     |
| 17th     | Michael Machado         | Dem     |
| 18th     | Michael Sweeney         | Dem     |
| 19th     | Louis J. Papan          | Dem     |
| 20th     | Liz Figueroa            | Dem     |
| 21st     | Ted Lempert             | Dem     |
| 22nd     | Elaine Alquist          | Dem     |
| 23rd     | Mike Honda              | Dem     |
| 24th     | Jim Cunneen             | Rep     |
| 25th     | George House            | Rep     |
| 26th     | Dennis Cardoza          | Dem     |
| 27th     | Fred Keeley             | Dem     |
| 28th     | Peter Frusetta          | Rep     |
| 29th     | Charles Poochigian      | Rep     |
| 30th     | Robert Prenter          | Rep     |
| 31st     | Cruz M. Bustamante      | Dem     |
| 32nd     | Roy Ashburn             | Rep     |
| 33rd     | Tom J. Bordonaro, Jr.   | Rep     |
| 34th     | Keith Olberg            | Rep     |
| 35th     | Brooks Firestone        | Rep     |
| 36th     | George Runner           | Rep     |
| 37th     | Nao Takasugi            | Rep     |
| 38th     | Tom McClintock          | Rep     |
| 39th     | Tony Cardenas           | Dem     |
| 40th     | Robert M. Hertzberg     | Dem     |
| 41st     | Sheila James Kuehl      | Dem     |
| 42nd     | Wally Knox              | Dem     |
| 43.º     | Scott Wildman           | Dem     |
| 44th     | Jack Scott              | Dem     |
| 45th     | Antonio R. Villaraigosa | Dem     |
| 46th     | Louis Caldera           | Dem     |
| 47th     | Kevin Murray            | Dem     |
| 48th     | Roderick Wright         | Dem     |
| 49th     | Diane Martínez          | Dem     |
| 50th     | Martha M. Escutia       | Dem     |
| 51st     | Edward Vincent          | Dem     |
| 52nd     | Carl Washington         | Dem     |
| 53rd     | Debra Bowen             | Dem     |
| 54th     | Steven T. Kuykendall    | Rep     |
| 55th     | Richard Floyd           | Dem     |
| 56th     | Sally Havice            | Dem     |
| 57th     | Martin Gallegos         | Dem     |
| 58th     | Grace F. Napolitano     | Dem     |
| 59th     | Bob Margett             | Rep     |
| 60th     | Gary G. Miller          | Rep     |
| 61st     | Fred Aguiar             | Rep     |
| 62nd     | Joe Baca                | Dem     |
| 63rd     | Bill Leonard            | Rep     |
| 64th     | Rod Pacheco             | Rep     |
| 65th     | Brett Granlund          | Rep     |
| 66th     | Bruce Thompson          | Rep     |
| 67th     | Scott Baugh             | Rep     |
| 68th     | Curt Pringle            | Rep     |
| 69th     | Jim Morrissey           | Rep     |
| 70th     | Marilyn C. Brewer       | Rep     |
| 71st     | Bill Campbell           | Rep     |
| 72nd     | Dick Ackerman           | Rep     |
| 73rd     | Bill Morrow             | Rep     |
| 74th     | Howard Kaloogian        | Rep     |
| 75th     | Jan Goldsmith           | Rep     |
| 76th     | Susan Davis             | Dem     |
| 77th     | Steve Baldwin           | Rep     |
| 78th     | Howard Wayne            | Dem     |
| 79th     | Denise Moreno Ducheny   | Dem     |
| 80th     | Jim Battin              | Rep     |